# Pontoise
Pontoise /põˈtwaz/ è un comune francese di 31 327 abitanti capoluogo del dipartimento della Val-d'Oise nella regione dell'Île-de-France.

## Storia

### Simboli
Lo stemma è antico ed è presente su sigilli del comune risalenti al Medioevo. I due gigli indicano che Pontoise era una delle bonne ville del Regno, le torri evocano il castello oggi scomparso, il fiume e il ponte (arma parlante) simboleggiano l'attraversamento dell'Oise. In passato due rotelle di sperone, poste sotte le arcate del ponte,  stavano ad indicare che al sindaco era conferito anche il rango di scudiero.

## Monumenti e luoghi d'interesse
- Cattedrale di Pontoise

## Società

### Evoluzione demografica
Abitanti censiti

## Amministrazione

### Gemellaggi
- Arenzano
- Böblingen, dal 1956
- Sittard-Geleen, dal 1962
- Sevenoaks, dal 1964